# 諏訪太朗
諏訪 太朗（すわ たろう、旧芸名：諏訪 太郎、1954年8月9日 - ）は、日本の男性俳優。東京都練馬区出身。夢工房所属。関東学院大学文学部社会学科中退。父は詩人の諏訪優。妻は声楽家の丸山育子。

## 人物・来歴
『仁義なき戦い』を観たことで俳優を志す。
1976年、新演劇人クラブ・マールイの研究生となり、翌年の舞台『オイディプス王』がデビュー作。
五月舎で内藤剛志と知り合い、長崎俊一の自主制作映画に出演。長崎の商業デビュー作『九月の冗談クラブバンド』が長編映画デビュー作である。
草刈正雄とは親友の間柄。園子温作品の常連である。

## 出演

### 映画
- ハッピーストリート裏（1979年）
- 映子、夜になれ（1979年）
- 爆裂都市 BURST CITY（1982年） - 工場長
- パン屋襲撃（1982年） - 相棒
- 九月の冗談クラブバンド（1982年） - 夏雄
- 闇打つ心臓（1982年）
- 夕ぐれ族（1984年） - ディスコの支配人
- ロックよ、静かに流れよ（1988年） - 石田先生
- 誘惑者（1989年） - 刑事
- 危ない話 奴らは今夜もやってきた（1989年） - 警察官
- ミンボーの女（1992年） - 裁判所職員
- 地獄の警備員（1992年） - 吉岡実
- 八つ墓村（1996年）
- Helpless（1996年） - コック
- DOOR III（1996年） - 阿部雅夫
- おかえり（1996年） - 刑事
- チンピラ 〜TWO PUNKS〜（1996年） - ツチヤ（競馬ノミ屋の客）
- マルタイの女（1997年） - 記者
- CURE（1997年） - アパートの管理人
- ラブ・レター（1998年）
- 汚れた女（マリア）（1998年）　-　大塚雪男
- 蜘蛛の瞳（1998年）
- リング2（1999年） - 角倉刑事
- 死国（1999年） - 小田
- ニンゲン合格（1999年） - トラックに轢かれそうになるオヤジ
- 富江（1999年） - 青山春夫
- 共犯者（1999年） -
- アナーキー・イン・じゃぱんすけ 見られてイク女（1999年）
- 菊次郎の夏（1999年） - テキ屋
- 大いなる幻影（1999年） - 自転車の酔っ払い
- 通貨と金髪（2000年） - 主演・高坂朝雄[4]
- ガラスの脳（2000年）
- 発狂する唇（2000年） - 刑事
- 独立少年合唱団（2000年） - 製材所の所長
- アナザヘヴン（2000年） - 田口鑑識官
- シュガースイート（2001年）
- バトル・ロワイアル 特別篇（2001年） - 中年の男
- EKOEKO AZARAK エコエコアザラク（2001年） - 野沢刑事
- 血を吸う宇宙（2001年）
- Unloved（2001年）
- もうひとりいる（2002年） - 滝本康則
- 援助交際撲滅運動 地獄変（2004年） - 安岡
- Believer（2004年） - 木村
- 予言（2004年） - 校長の声
- またの日の知華（2004年）
- ゴーストシャウト（2004年）
- いつか読書する日（2005年） - 画廊主人
- さよならみどりちゃん（2005年） - スナックの常連
- 鉄人28号（2005年） - 職人
- 濡れた赫い糸（2005年）
- まいっちんぐマチコ!ビギンズ（2005年） - ファインディング原田
- 8月のクリスマス(2005年)
- ミラーマンREFLEX（2006年） - 厭魅人形
- ケータイ刑事銭形シリーズ
  - ケータイ刑事 THE MOVIE バベルの塔の秘密〜銭形姉妹への挑戦状（2006年） - 林誠人
  - ケータイ刑事 THE MOVIE3 モーニング娘。救出大作戦!〜パンドラの箱の秘密（2011年）
- 小さき勇者たち〜ガメラ〜（2006年）
- 県庁の星（2006年） - 万引き男
- トリック劇場版2（2006年） - 矢部と同じにおいのする村のNo.2
- I LOVE 湯!（2006年） - 銭湯のオヤジ
- 日掛け金融地獄伝 こまねずみ常次朗（2006年） - 不動産屋
- 龍が如く 劇場版（2007年） - 質屋「えびすや」主人
- 無認可保育園 歌舞伎町 ひよこ組!（2007年） - 大川組若頭
- 口裂け女（2007年）
- GROW 愚郎（2007年） - 村上敦の父
- 監督・ばんざい!（2007年） - サラ金の取り立て
- 大帝の剣（2007年） - 村人
- The焼肉ムービー プルコギ（2007年）
- 赤い文化住宅の初子（2007年） - 藤井先生
- 闇を駆け抜けろ!（2007年）
- 0093 女王陛下の草刈正雄（2007年） - 鈴木
- 片腕マシンガール（2007年） - ヤクザ
- 純愛（2007年）
- 黒帯 KURO-OBI（2007年）
- 西の魔女が死んだ（2008年）
- おくりびと（2008年）
- L change the WorLd（2008年） - 八百屋
- 山桜（2008年）
- イキガミ（2008年） - 西岡
- お姉チャンバラ（2008年） - 杉田
- おろち（2008年） - 居酒屋の客
- 私は猫ストーカー（2009年） - 僧侶らしい男
- ちゃんと伝える（2009年） - 釣り具屋
- 静かなるドン 新章（2009年） - 株式会社プリティ 第3デザイン部部長 川西
- クローズ zero II（2009年） - 入院患者
- のんちゃんのり弁（2009年） - 川口写真館の客
- 食堂かたつむり（2010年） - 山さん
- ACACIA（2010年）
- 奴隷船（2010年） - 作家・鬼又
- ヘヴンズ ストーリー（2010年） - マスター
- ゲゲゲの女房（2010年） - 三ノ輪清彦（貸本出版社社長）
- 死刑台のエレベーター（2010年） - 箱根警察署刑事
- 冷たい熱帯魚（2011年） - 吉田アキオ
- 白夜行（2011年） - 管理人
- はやぶさ/HAYABUSA（2011年） - 宮崎・漁連会長 田辺
- アントキノイノチ（2011年） - 団地の自治会長
- ヒミズ（2012年） - まーくん
- ガール（2012年） - 「小川亭」マスター
- かぞくのくに（2012年） - 叔父（サムチョン） / テジョ
- らもトリップ（2012年） - フジワラ
- ガチバン シリーズ（2012年）
  - ガチバン WORST MAX（2012年9月1日）
  - ガチバン TRIBAL（2012年9月29日）
- ゾンビデオ（2012年）  - 西山
- 桜並木の満開の下に（2012年）
- 報復への道（2012年） - バーの客（銃の売人）
- 藁の楯（2013年） - タクシー運転手
- 華魂（2013年、監督：佐藤寿保） - 瑞希の父
- 甘い鞭（2013年）
- 地獄でなぜ悪い（2013年） - 北川会会長 住田
- 僕たちの高原ホテル（2013年） - 板倉芳生
- 今日子と修一の場合（2013年） - 高橋徳治
- クロユリ団地（2013年） - 松浦刑事
- 大人ドロップ（2014年4月4日） - テキ屋のおじさん
- ライヴ（2014年5月10日） - 瑠実の父
- 捨てがたき人々（2014年6月7日）
- マザー（2014年9月27日）
- 進撃の巨人 前篇（2015年8月1日）
- 劇場霊（2015年11月21日）
- アレノ（2015年11月21日）
- シン・ゴジラ（2016年） - 田原（東京都副知事）[5][2]
- 劇場版 ウルトラマンオーブ 絆の力、おかりします!（2017年） - 「鶴の湯」店主
- Mr.Long/ミスター・ロン（2017年） - 忠雄
- 闇金ぐれんたい（2018年）
- 榎田貿易堂（2018年6月9日）
- 貞子（2019年5月24日） - 大島の警官
- 五億円のじんせい（2019年7月20日） - 日雇い仕事の手配師
- 楽園（2019年10月18日）
- エンボク（2020年7月3日）
- 犬が伝えたかったこと（2020年） - 主演・森本宗次郎 ※短編映画
- ターコイズの空の下で（2021年2月26日） - 警察署長
- 妖怪大戦争 ガーディアンズ（2021年8月13日） - 砂かけ婆
- エッシャー通りの赤いポスト（2021年12月25日） - 武藤
- ノイズ（2022年1月28日、ワーナー・ブラザース映画、監督：廣木隆一） - 鈴木賢治
- N号棟（2022年4月19日）[6]
- 猫と塩、または砂糖（2022年7月23日） - 父親
- あの娘は知らない（2022年9月23日） - 旅館の従業員
- 宮松と山下（2022年11月18日）
- 終末の探偵（2022年12月16日、マグネタイズ）
- BAD CITY（2023年1月20日）
- 禁じられた遊び（2023年9月8日） - サチの夫
- LONESOME VACATION（2023年10月7日公開）[7]
- 獣手（2024年1月27日公開） - 所長[8]
- Good Dreams（2024年10月18日公開）[9]
- 事故物件ゾク 恐い間取り（2025年7月25日公開） - 籔越[10]

### オリジナルビデオ
- パチンカー奈美（1992年）
- 夏の思い出 異・常・快・楽・殺・人・者（1995年）
- 打鐘（ジャン） 男たちの激情（1994年、黒沢清監督）-　木村
- 痴漢白書8（1998年）
- ウルトラセブン1999最終章6部作（1999年） - 防衛軍参謀
- 呪怨（1999年） - 神尾刑事
  - 呪怨2（1999年） - 神尾刑事
- 禁断の果実3 近親相姦の誘い（1999年）
- 暴き屋 保険調査裏仕事人（2000年） - 中央工科学研究所 ムライ
- 女郎蜘蛛（2000年） - 刑事
- 極悪 人間魚雷ブルース（2001年） - 教授（ホームレス）
- 実録外伝 ゾンビ極道（2001年）
- 大脱獄（2002年） - 藪医者
- 残侠伝説 覇王道（2002年） - 浦賀組鶴田組幹部 仙道
- 実録・最後の愚連隊（2002年） - 警察署長 近藤
- 修羅の群れ（2002年） - 女衒
- 新・広島やくざ戦争 武闘派列伝 伝説の広島極道 山上功治の生涯（2002年） - 警察署長
- 死刑確定（2004年 - 2006年、全5作） - 小島（天神町交番勤務の警察官、如月優二の同僚）
- 修羅の血（2004年） - 刑事
- 酒屋のとても愛しい女房 誘う巨乳美人妻（2004年）
- 殺戮のバイブル（2005年） - 佐多（殺し屋レオナの師匠） ※特別出演
- 天然華汁さやか（2009年）
- 新・鯨道 侠魂（2009年） - 広島 岩組組長 岩歳蔵
- 仮面ライダーW RETURNS 仮面ライダーアクセル（2011年） - 葵の父親
- 最強極道伝説 極鬼（2011年）
- 彷徨う侠たち（2012年） - 侠雄連合
- 獅子の叫び（2012年） - 児童養護施設「光の家」所長 タキムラ
- 修羅の掟（2012年） - 吉蝶会舎弟頭
- 修羅の挽歌（2012年） - ラブホテルの受付
- 極道の紋章 第十九章（2012年） - 会津 伏見組組長 伏見玄蔵
- フラワー（2013年、全2作） - ワタナベ不動産 社長
- 虎狼の大義（2013年） - 平塚北署 刑事 ハタケヤマ
- 日本犯罪史〜飼育の罠〜（2013年） - 参考人 鈴木ユキオ
- 首領の道（2012年-2014年）
  - 首領の道3,6,7（2012年）- 狩野組 サダナカタダノリ
  - 首領の道6,7,12,13,14,完結編（2013年） - 防衛大臣 曽根康時(友民党)
- 除籍 血濡れの怪文書（2014年） - 居酒屋の大将（トシミツの実弟）
- 極道の紋章 外伝1（2014年） - 広島 大松一家総長 クニエダ
- 最後の極道（2014年） - 勝又組舎弟 大山組組長 大山勇太郎
- 一族の絆（2014年） - ハマオカ組 ヤマナカ
- 西日本最大の抗争（2014年） - 花房組白波組羽生一家 阿久津組組長 久津組春雄
- 兄弟挽歌（2014年） - 高島組幹部
- 極道刑務所（2014年） - 銀行取締役 ミヤケ
- フィクサー（2014年）
- 日本やくざ抗争史 関東城北戦争（2014年） - 巨堂会会長
- 日本統一10（2015年） - 高松 西日本睦会 四国会 義仁会会長 国宗豊
- 関東極道連合会 第二章（2015年） - 六代目ハマイ一家組長 シノヤマ（元・大日本国士会理事長）
- 制覇1,2（2015年） - 中日侠道結社 濱ノ池一家総裁 佐久間清文
- 仁義なきやくざ（2015年） - 松若組舎弟頭 山崎組組長 山崎朋郎
- 極道天下布武 第一幕（2017年） - 戸森一家 芝川義銀
- 極道黙示録1,2（2017年,2018年） - 民自党 委員長 林野
- 頂点(てっぺん) 2（2017年） - 東栄会 川本興業組長
- 首都抗争（2017年） - 侠闘会会長 西嶋秀勝
- 大激突 果てなき抗争1,2（2018年） - 与党代議士 岡田文雄
- 美女メシ!花音のセクシーサンドイッチ（2020年2月4日、竹書房）[11]
- 極道の紋章レジェンド7（2022年） - 寺島一家若頭 佐藤昭
- 爆竜戦隊アバレンジャー 20th 許されざるアバレ（2023年） - 横田[12]

### テレビドラマ
- ウルトラシリーズ
  - ウルトラセブン 地球星人の大地（1994年10月10日、日本テレビ） - ヒゴ参謀
  - ウルトラQ dark fantasy 第12話（2004年6月22日、テレビ東京） - ウツギ星人
  - ウルトラマンマックス 第22話（2005年11月26日、CBC・TBS） - 佐伯監督
  - ウルトラマンオーブ 第3話（2016年7月23日、テレビ東京） - 「鶴の湯」店主
  - ウルトラマンブレーザー 第15話（2023年10月21日、テレビ東京） - ヒゲ
- 土曜ワイド劇場（テレビ朝日・ABC）
  - 混浴露天風呂連続殺人15（1995年11月18日） - 山室刑事
  - 棟居刑事のラブアフェア（1996年3月30日） - 小滝友弘
  - 東京駅お忘れ物預り所5（2012年7月7日） - 谷山刑事
  - 森村誠一の棟居刑事9（2016年4月23日） - 田代刑事
- 超光戦士シャンゼリオン 第25話（1996年9月18日、テレビ東京）
- 世にも奇妙な物語（フジテレビ）
  - 世にも奇妙な物語 秋の特別編「無実の男」（1997年10月6日） - 古泉刑事
  - 世にも奇妙な物語 25周年記念!秋の2週連続SP「事故物件」（2015年11月28日） - 不動産屋
- 新宿鮫 無間人形（1995年4月9日 - 30日、NHK衛星第2テレビジョン） - 亀貝刑事
- 古畑任三郎「しばしのお別れ」（1996年3月27日、フジテレビ） - バーテンダー
- ギフト 第2話（1997年、フジテレビ） - 葉巻店店主
- 真・女神転生デビルサマナー（1997年10月 - 1998年3月、テレビ東京） - 樽海大吾
- ナニワ金融道3（1998年1月5日、フジテレビ） - 債権者
- アフリカの夜 第6話（1999年5月20日、フジテレビ） - タクシー運転手
- TRICK 第6話（2000年8月18日、テレビ朝日） - ホームレス
- やまとなでしこ 第8話（2000年11月27日、フジテレビ） - マンションの住人
- 仮面ライダーシリーズ（テレビ朝日）
  - 仮面ライダーアギト（2001年 - 2002年） - 屋台のラーメン屋 店主
  - 仮面ライダー剣（2004年） - 蛸八郎
  - 仮面ライダー電王（2007年） - ピアノの男
  - 仮面ライダーディケイド（2009年） - 諏訪太郎刑事
  - 仮面ライダーウィザード（2012年） - 松木昭造（和菓子職人）
  - 仮面ライダーエグゼイド（2017年） - 上杉平次（刑事）
- スーパー戦隊シリーズ（テレビ朝日）
  - 百獣戦隊ガオレンジャー Quest34（2001年） - 文左衛門 / 炭火焼きオルグ
  - 爆竜戦隊アバレンジャー（2003年 - 2004年） - 横田
- ケータイ刑事 銭形シリーズ
  - ケータイ刑事 銭形愛 第7話（2002年、BS-i）
  - ケータイ刑事 銭形泪（2004年、BS-i）
    - 1stシリーズ 第8話
    - 2ndシリーズ 第14話・第15話

  - ケータイ刑事 銭形雷（2006年、BS-i） - レインボー万作
  - ケータイ刑事 銭形海 1stシリーズ 第8話 - 第11話（2007年）※2ndシリーズ・3rdシリーズのオープニングにも登場している
  - ケータイ刑事 銭形命（2009年9月19日、BS-TBS）
- 68FILMS 東京少女 第3話「ライ麦畑でつかまえてでつかまえて」（2003年、BS-i）
- 月曜ドラマスペシャル カードGメン・小早川茜・黒いデータ（2003年2月10日、TBS） - 不動産会社社長
- 怪奇大家族（2004年、テレビ東京） - 堂本昇平
- 女王の教室（2005年、日本テレビ） - 松平校長
- 恋する!?キャバ嬢（2006年、テレビ東京） - 湯山勝彦
- 連続テレビ小説（NHK）
  - こころ（2003年）
  - 純情きらり（2006年）
  - ゲゲゲの女房（2010年）
  - 梅ちゃん先生（2012年） - 吉川教頭
  - あまちゃん（2013年） - 松重達哉（プロデューサー）
  - まれ（2015年） - マスター・小野
  - ひよっこ（2017年） - 原田社長
  - エール（2020年） - 医師
- 劇団演技者。第17作 レプリカ（2006年4月12日 - 5月3日、フジテレビ） - 谷村
- ショートフィルム道 東京少女 第1話「東京変身少女」（2006年8月6日、BS-i） - 諏訪太朗
- 鉄板少女アカネ!!（2006年10月 - 12月、TBS） - 二宮
- 大河ドラマ（NHK）
  - 風林火山 第20回（2007年5月20日） - 楽巌寺雅方
  - 龍馬伝 第22回 - 第24回（2010年5月30日 - 6月13日） - 竹蔵
  - 花燃ゆ 第35回（2015年8月30日） - 本荘宗秀
  - 鎌倉殿の13人 第5回・第6回（2022年2月6日・13日） - 文陽房 覚淵
- チョコミミ（2007年10月、テレビ東京） - 竹田正人
- のぞき屋 第10話 - 第12話（2007年6月18日 - 7月2日、テレビ東京） - 寺門雅史
- ひとがた流し 第2話（2007年12月8日、NHK） - 袴田編集長
- 怪談新耳袋（BS-i）
  - 第1シリーズ（2003年） - ニシオカケンゴ
  - 牛おんな（2007年7月）
- 月曜ゴールデン・月曜名作劇場（TBS）
  - 刑事シュート しゅうと&ムコの事件日誌1（2008年10月20日	） - 長谷部院長
  - 信濃のコロンボ4（2017年4月24日） - 安原構三
  - SRO 警視庁広域捜査専任特別調査室（2013年12月9日） - 大場鑑識官
- ケータイ捜査官7（2008年、テレビ東京） - 電龍会・若頭
- 栞と紙魚子の怪奇事件簿 第3話（2008年1月20日、日本テレビ）
- 土曜時代劇（NHK）
  - オトコマエ! 第2話（2008年4月19日） - 紅屋徳右衛門
  - 隠密八百八町 第5話（2011年2月5日） - 松吉
  - 鼠、江戸を疾る 第4話（2014年1月30日） - 柳井広白
- 水戸黄門（TBS / C.A.L）
  - 第38部 第24話「禁断の園!大奥の謎 -江戸-」（2008年6月30日） - 源造
  - 第40部 第9話「はぐれ老公、お宝探し -弘前-」（2009年9月21日） - 荒磯の仁兵衛
  - 第43部 第5話「女スリがさがした秘密 -三島-」（2011年8月1日） - 茂造
- ほんとにあった怖い話（フジテレビ）
  - 路上の思い（2008年8月26日）
  - つきあたりの家族（2015年8月29日）
- 東京少女 大政絢（2008年7月、BS-i） - 大家殿
- 相棒（テレビ朝日）
  - season7 第16話「髪を切られた女」（2009年2月25日） - 浅井至（美術担当）
  - season15 第6話「嘘吐き」（2016年11月16日） - 村井健三（「村井ハイツ小平」大家）
  - season18 第11話 元旦スペシャル「ブラックアウト」（2020年1月1日） - 木村修一（弁護士）
  - season19 第11話 元旦スペシャル「オマエニツミハ」（2021年1月1日） - 吉村隆明（ホームレス）
  - Season22 第6話「名探偵と眠り姫」（2023年11月22日） - 黒崎弘（「黒崎堂」社長）
- 臨場 第一章 第1話（2009年4月15日、テレビ朝日） - 関口刑事
- 怨み屋本舗REBOOT（2009年7月10日、テレビ東京） - 校長
- 俺たちは天使だ! NO ANGEL NO LUCK 第11話（2009年9月9日、テレビ東京）
- 猿ロック 第4話（2009年9月、日本テレビ） - 浜中フルーツの店主
- 金曜プレステージ 浅見光彦シリーズ・長崎殺人事件（2010年4月30日、フジテレビ） - 山岡庄次
- 絶対零度〜未解決事件特命捜査〜 Case9（2010年6月8日、フジテレビ）
- ドラマW ビート（2011年2月13日、WOWOW） - 横山管理官
- 牙狼〈GARO〉〜MAKAISENKI〜（2011年） - 舞台監督
- 贖罪（2012年1月 - 2月、WOWOW） - 高野誠三（晶子の父）
- 白戸修の事件簿 第1話・第2話（2012年1月27日・2月3日、TBS） - 猪田甲治
- 都市伝説の女 第1話（2012年4月13日、テレビ朝日） - 萩野庄太郎
- イロドリヒムラ 第6話（2012年11月19日、TBS） - オーディション・ディレクター
- 放課後グルーヴ 第1話（2013年4月22日、TBS） - ジョニー
- 衝撃ゴウライガン!!（2013年10月 - 12月、テレビ東京） - ホームレス・山下
- 刑事のまなざし 第2話（2013年10月14日、TBS） - ホームレス・コンさん
- 彼岸島 第5話・第6話（2013年11月21日・28日、MBS） - 柳島
- 鼠、江戸を疾る 第4話（2014年1月30日、NHK） - 柳井広白
- 拝啓 色川先生（2014年3月2日、NHK BSプレミアム） - 旅館の主人
- リバースエッジ 大川端探偵社 第1話（2014年4月19日、テレビ東京） - シェフ
- ホワイト・ラボ〜警視庁特別科学捜査班〜 第2話（2014年4月21日、TBS） - 小坂源造
- 魔法★男子チェリーズ（2014年6月21日 - 9月28日、テレビ東京） - リュウ
- GTO（2014年7月 - 9月、関西テレビ） - はしごおじさん
- 遺留捜査（テレビ朝日）
  - 日曜エンタ・ドラマスペシャル 遺留捜査（2014年8月9日） - 戸倉哲夫
  - 第4シリーズ 第1話（2017年7月13日） - 浜田康作
- 金田一耕助VS明智小五郎ふたたび（2014年9月29日、フジテレビ） - 西田
- 科捜研の女 SEASON 4 第5話（2014年8月22日、テレビ朝日） - 矢長克也
- 水曜ミステリー9 鉄道警察官・清村公三郎11（2014年10月1日、テレビ東京） - 今泉光男
- ウロボロス〜この愛こそ、正義。 第3話（2015年1月30日、TBS） - 善一郎
- 太鼓持ちの達人〜正しい××のほめ方〜 第10話（2015年3月16日、テレビ東京） - 瀬和谷代五郎
- REPLAY & DESTROY 第4話（2015年5月18日、TBS）
- LOVE理論 第8話（2015年6月1日、テレビ東京） - 銭湯の主人
- 初森ベマーズ（2015年7月 - 9月、テレビ東京） - 棟梁
- 松本清張ミステリー時代劇 第10話「雨と川の音」（2015年8月11日、BSジャパン） - 大門屋の按摩
- 連続ドラマW 撃てない警官（2016年1月 - 2月、WOWOW） - 小笠原博満（署長）
- 逃げる女（2016年1月 - 2月、NHK総合） - 矢島弁護士
- この街の命に（2016年4月2日、WOWOW） - 隈谷栄一郎
- 99.9-刑事専門弁護士- 第2話（2016年4月24日、TBS） - ホームレス
- 男と女のミステリー時代劇 第五話（2016年5月3日、BSジャパン） - 知念
- 警視庁捜査一課9係（テレビ朝日）
  - season2 第1話（2007年4月25日） - 安原雅仁
  - season11 最終話（2016年6月15日、テレビ朝日） - 小池清次
- 家売るオンナ 第2話（2016年7月20日、日本テレビ） - 井上オーナー
- 刑事7人 第2シリーズ 第6話（2016年8月24日、テレビ朝日） - 深田孝臣
- ソースさんの恋（2017年6月 - 7月、NHK BSプレミアム） - 立花教授
- 連続ドラマW「北斗 -ある殺人者の回心-」（2017年、WOWOW） - 警察官
- 居酒屋ふじ（2017年7月9日 - 9月24日、テレビ東京） - 小林翔次（翔ちゃん）
- 日曜ワイド 「終着駅シリーズ31」（2017年7月16日、テレビ朝日） - 林刑事
- ガールズ×戦士シリーズ
  - アイドル×戦士 ミラクルちゅーんず!（テレビ東京）
    - 第21話「爆笑!?お笑いオーディション」（2017年8月20日） - バーバラ花子
    - 第36話「雪江さんは大女優!?」（2017年12月3日） - 大御所明（監督）

  - 魔法×戦士 マジマジョピュアーズ! 第47話（2018年2月24日） - チラシを配る男
  - ひみつ×戦士 ファントミラージュ!（2019年） - 紅羽二朗 / 怪盗二十面相[13]
- 予兆 散歩する侵略者（2017年9月 - 10月、WOWOW） - 田岡
- 弟の夫（2018年3月、NHK BSプレミアム） - 斎藤敏雄
- 噂の女 第6話（2018年5月26日、テレビ東京） - 小向社長
- 江戸前の旬 第4貫「接待の心 アワビとウニ」（2018年11月4日、テレビ東京） - 神埼（神埼帽子店店主）
- 金曜プレミアム 「赤い霊柩車シリーズ37」（2018年11月16日、フジテレビ） - 杉村五郎
- 孤高のメス（2019年9月19日 - 10月17日、WOWOW） - 職員
- 科捜研の女 Season 19 第4話（2019年5月9日、テレビ朝日） - 滝俊介
- ボイス 110緊急指令室 第5話（2019年8月10日、日本テレビ） - 荒木信二
- 特捜9（テレビ朝日）
  - season3 第1話（2020年4月8日） - 毛利建市（飲食チェーン店「マザー餃子」経営者）
  - season7 第7話（2024年5月15日） - 轟卓志（タクシー運転手）
- 岸辺露伴は動かない 第2話（2020年12月29日、NHK総合） - 古書店店主
- おじさまと猫 第4話・第11話・最終話（2021年1月28日・3月18日・25日、テレビ東京） - 獣医
- 君と世界が終わる日に 第4話・第6話（2021年2月7日・2月21日、日本テレビ） - 筧
- 高嶺のハナさん（2021年4月25日、BSテレビ東京・テレビ大阪） - 山根三郎（伊豆のわさび農家）
- 明治ドラマスペシャル ずんずん!（2021年4月16日、テレビ朝日） - 森川章夫
- TOKYO MER〜走る緊急救命室〜 第8話「暴かれた禁断の過去!仲間との絆に、終焉」（2021年8月22日、TBS） - 八王子 野沢病院 医院長 野沢
- ダメな男じゃダメですか?（2022年2月3日 - 3月31日、テレビ東京） - 又一
- 婚活探偵 第5話（2022年2月5日、BSテレ東） - 大宮
- 連続ドラマW 正体 第1話（2022年3月12日、WOWOW） - 諸岡
- インビジブル 第2話（2022年4月22日、TBS） - 町工場経営者
- 最果てから、徒歩5分 第5話（2022年11月5日、BSテレ東） - 鮎川史郎
- 孤独のグルメ Season10 第11話（2022年12月17日、テレビ東京） - レストラン「バイキング」店主
- 罠の戦争 第6話・第8話・最終話（2023年2月20日・3月6日・3月27日 、フジテレビ） - 千葉 房野市議会議員 馬場
- ペンディングトレイン-8時23分、明日 君と 第4話（2023年5月12日、TBS） - 加藤祥大の祖父
- テイオーの長い休日 第1話・第2話（2023年6月7日・6月10日、東海テレビ・フジテレビ系） - 東山恒三（美術スタッフ）
- 警部補ダイマジン 第1話（2023年7月7日、テレビ朝日） - 武田太郎
- 家政夫のミタゾノ 第6シリーズ 第7話「ポツンと一軒家で!? 仁義なき夫婦バトル」（2023年11月21日、テレビ朝日）[14] - 斉藤（村人）
- 闇バイト家族（2024年1月6日 - 3月23日、テレビ東京） - 七王子警察署 刑事 岡田辰夫[15]
- 江戸川乱歩原作 名探偵・明智小五郎「黒蜥蜴」（2024年9月29日、BS-TBS） - 松吉
- トウキョウホリデイ（2025年4月4日 - 6月20日、テレビ東京） - 長谷部剛[16]
- 能面検事 第4話・第5話（2025年8月1日・8日、テレビ東京） - 謎の男・古田文彦 役[17]

### 配信ドラマ
- 新聞記者 第3話・第4話（2022年1月13日、Netflix） - 市民団体男性
- ANIMALS‐アニマルズ‐（2022年6月23日 - 8月18日、ABEMA） - 中華料理店店主

### テレビアニメ
- デジモンテイマーズ（2001年 - 2002年） - SHIBUMI（水野伍郎）

### 舞台
- 歌だ!祭りだ!〜BS・TBSサマーパーティーin赤坂BLITZ!ファン感謝祭歌謡祭〜

### ゲーム
- 街 〜運命の交差点〜（1998年1月22日） - 月曜日
- 428 〜封鎖された渋谷で〜（2008年12月4日） - 久瀬宏二

### CM
- 冬の観光PR動画／みやぎ湯渡軍団 - 宮城 湯渡り上手な冬の旅（2017年12月、宮城県） - トオガッタ刑事
- カメラのキタムラ 高価買取キャンペーン「わずかな差額」篇（監督：吉田大八）第55回ギャラクシー賞奨励賞（CM部門テレビCM）受賞作品